# Freziera microphylla
Freziera microphylla là một loài thực vật có hoa trong họ Pentaphylacaceae. Loài này được Sandwith mô tả khoa học đầu tiên năm 1943.